# 布奇·比尔德
小艾尔弗雷德·比尔德（英語：Alfred Beard Jr.，1947年5月4日—）是美国NBA联盟前职业篮球运动员。他在1969年的NBA选秀中第1轮第10顺位被亚特兰大鹰选中。